# Банк спермы
Банк спермы — хранилище, где содержатся замороженные в жидком азоте сперматозоиды, для их последующего использования с целью лечения бесплодия, обусловленного как мужским, так и женским фактором, следующими видами вспомогательных репродуктивных технологий: искусственная инсеминация, экстракорпоральное оплодотворение (ЭКО).
В России есть криобанки спермы, яйцеклеток и эмбрионов, как одна организация.
Банки спермы организованы либо при медицинских учреждениях для хранения спермы человека, либо при ветеринарных учреждениях (зверофермы, зоопарки) для хранения спермы животных.
Словосочетание «банк спермы», как правило, используется в популярной литературе. В профессиональной литературе, а также в ведомственных документах используют термин «криохранилище».

## Технологии консервации
В банке сперма содержится в замороженном виде. В простейшем случае перед замораживанием к сперме добавляют глицерин (10 % объёма) в качестве криопротектора. Сперму с глицерином набирают в специальную тару для замораживания, выполненную в виде пробирок, соломинок или пакетиков. Охлаждение до низких температур проходит в два этапа. На первом этапе проводят медленное охлаждение (помещают сперму в холодильные камеры с контролируемым охлаждением, либо просто в пары жидкого азота) до температуры −35° −70°С. На втором этапе (когда медленное охлаждение завершено) проводят быстрое охлаждение, погружая тару со спермой в сосуд с жидким азотом. Хранение осуществляют в сосудах Дьюара, заполненных жидким азотом. Тара со спермой погружена непосредственно в жидкий азот.
Замороженная сперма сохраняет свою оплодотворяющую способность в течение многих лет. Для использования тару с замороженной спермой извлекают из жидкого азота и помещают в сосуд с тёплой водой для оттаивания. После оттаивания необходимо удалить криопротектор из спермы, для чего используют многократное переосаждение спермы на центрифуге с заменой семенной жидкости на питательную среду.

## Случаи, когда сдают сперму на хранение
Замороженная сперма мужчин обычно используется для преодоления бесплодия методом искусственной инсеминации или методом экстракорпорального оплодотворения в случаях, когда мужчина не может присутствовать в клинике в день процедуры. Также хранение спермы в банке спермы целесообразно перед медицинскими процедурами, которые могут привести к бесплодию у мужчины (удаление яичек, противоопухолевая терапия (химиотерапия) и т. д.), также, если у мужчины профессия или род деятельности связан с высоким риском для жизни, перед участием в военных конфликтах, при смене пола, как страхование от несчастного случая для искусственного оплодотворения в будущем.
Сдают также сперму на анализ, чтобы определить качество сперматозоидов, не бесплоден ли мужчина, перед лечением мужского бесплодия. Сдают сперму для ЭКО, для суррогатного материнства.

## Донорство спермы
В случаях, когда бесплодие пары обусловлено тяжёлым мужским фактором, есть риск передачи наследственных заболеваний, женщина одинока (в странах, где разрешены однополые браки — для лесбийских семей), для беременности женщин используется сперма донора.
По распоряжению Минздравсоцразвития донорская сперма человека используется для оплодотворения только после выдерживания шестимесячного карантина в банке спермы.
Доноры спермы — лица, предоставляющие свою сперму другим лицам для преодоления бесплодия и не берущие на себя родительские обязанности по отношению к будущему ребёнку. В таких случаях как правило имеет место практика продажи спермы (сдачи спермы за оплату), между донором и потребителем-женщиной заключается соответствующий договор.

### Отбор доноров
Требования, предъявляемые пунктами приёма спермы к донорам:
- возраст от 18 до 35 лет (возраст установлен правовыми актами РФ), по мнению учёных возраст можно повысить до 45 лет;[3]
- отсутствие фенотипических (внешних) особенностей (правильное телосложение и черты лица);
- физическое и психическое здоровье.

Требования, предъявляемые к донорской сперме:
- объём спермы более 1 мл;
- концентрация сперматозоидов в 1 мл эякулята более 80 млн;
- доля прогрессивно-подвижных форм более 60 %;
- доля морфологически нормальных форм более 60 %;
- криотолерантность (выживаемость сперматозоидов после заморозки).

Объём обследования доноров:
- определение группы крови и резус-фактора;
- анализ крови на сифилис, ВИЧ, гепатиты B и С (действителен 3 месяца);
- обследование на инфекции: гонорея, хламидиоз, цитомегаловирус, герпес, уреаплазмоз, микоплазмоз (действительно 6 месяцев);
- осмотр и заключение терапевта (1 раз в год);
- осмотр и заключение уролога (1 раз в год);
- осмотр и заключение психиатра (однократно);
- медико-генетическое обследование (однократно), (клинико-генеалогическое исследование, кариотипирование и др. — по показаниям).

## Банки спермы животных
Замороженная сперма животных используется для нужд сельского хозяйства (замороженная сперма породистых быков или жеребцов перевозится для осеменения самок, это проще и дешевле, чем транспортировать самца), для получения в неволе потомства редких и исчезающих видов, либо для создания коллекции спермы вымирающих животных.

## В массовой культуре
- х/ф На кого Бог пошлёт (Россия, 1994)
- х/ф Отец-молодец (США, 2013)